# Jan Steman

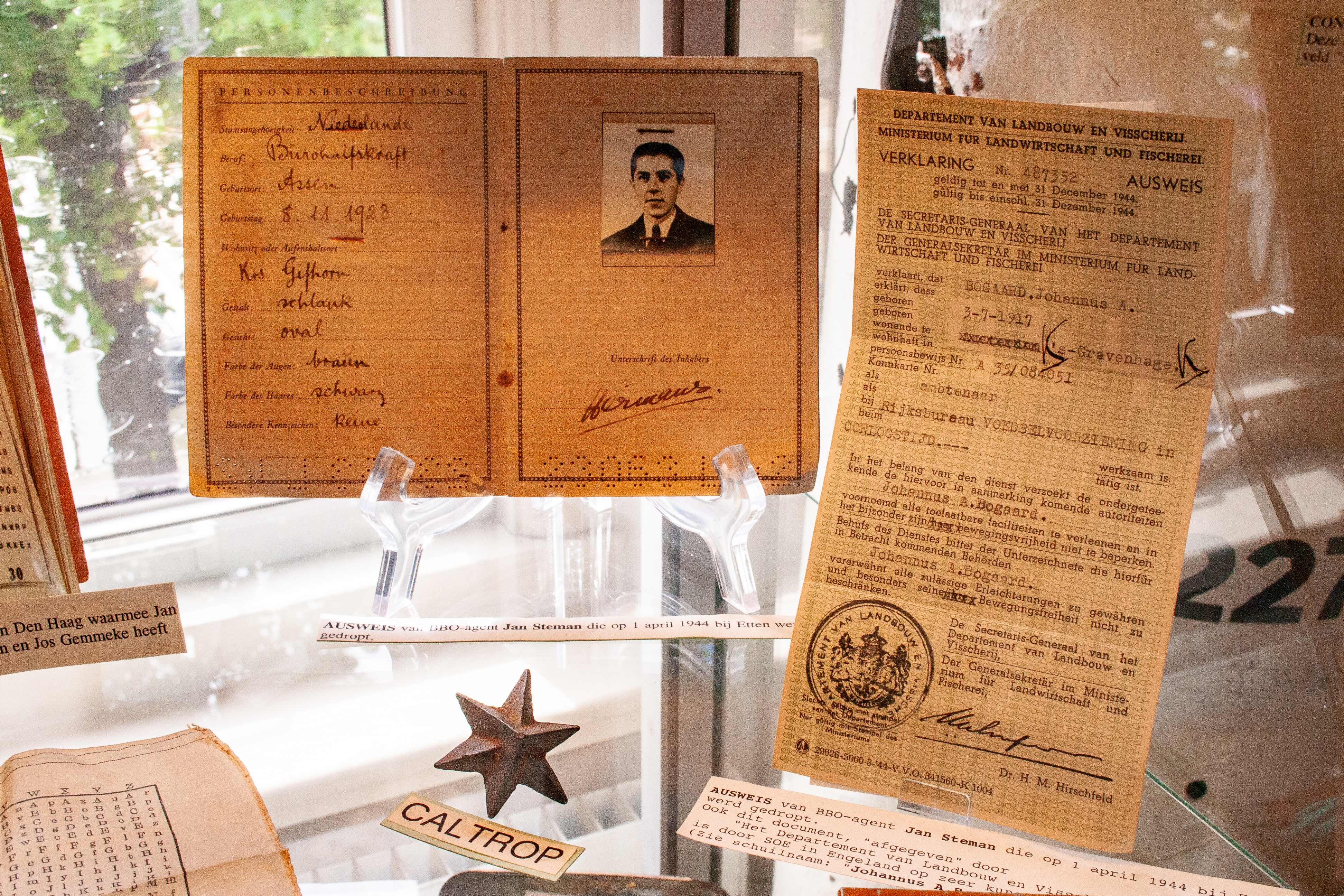
Document van Jan Steman in het Museum 1940-1945 te Dordrecht

Johannes Antonius (Jan) Steman (Amsterdam, 3 juli 1920 – Redhill, 29 mei 1995) was een Nederlands Engelandvaarder en verzetsstrijder tijdens de Tweede Wereldoorlog en agent van het Bureau Bijzondere Opdrachten.
Steman werd op 31 maart 1944 met Tobias Biallosterski bij Etten geparachuteerd om radiocontacten tussen Londen en de illegale pers te verbeteren als onderdeel van mission "Bezique". Hun radio bleek evenwel verdwenen en gestolen.  Frans Louis Johannes Hamilton die op 9 augustus 1944 werd gedropt kon alsnog een radio aan Steman leveren.

## Erkenning
Steman ontving het Military Cross in 1945, de Bronzen Leeuw in 1946, het Oorlogsherinneringskruis en het Verzetsherdenkingskruis.